# Limatula japonica
Limatula japonica is een tweekleppigensoort uit de familie van de Limidae. De wetenschappelijke naam van de soort is voor het eerst geldig gepubliceerd in 1864 door A. Adams.